# Arancedo
Arancedo es una parroquia del concejo de El Franco, en la comarca de Eo-Navia, Principado de Asturias, España.
La parroquia tiene una extensión de 10,43 km² y una población de 233 habitantes (2009), repartida entre la casería de Andina y el lugar de Arancedo.
Éste, con 170 habitantes, se sitúa a una altitud de 160 m s. n. m. y dista 7 km de la capital del concejo, La Caridad, por la carretera local de 2.º orden FR-1, que va de esta última a Rozadas.

## Lugares
Según el nomenclátor de 2023, la parroquia comprende las siguientes entidades de población:
- Andina (Andía)
- Arancedo

## Toponimia
Según García García el nombre podría proceder de la palabra vasca, «aranz» (espino), y «cedo», (monte de).
Como curiosidad también "Valle de los celdones", del vasco "Aran" (Valle) y "cedón" (caballo extinto de las tribus galaicas al que hace referencia el militar é historiador romano Plinio que dice "En la misma Hispania está el pueblo galaico y astur; crían una raza de caballos thieldones y los asturcones, de menor tamaño..." El extinto celdón de las tribus galaicas de la actual Asturias se trata de un caballo grande, también duro y piloso. (Revista Arbil núm. 81 Francisco de Otazu)
Según el lingüista Edelmiro Bascuas, "Arancedo" derivaría de la forma paleoeuropea *arant-, formado a partir de la raíz indoeuropea *er- 'fluir, moverse'.

## Geografía histórica

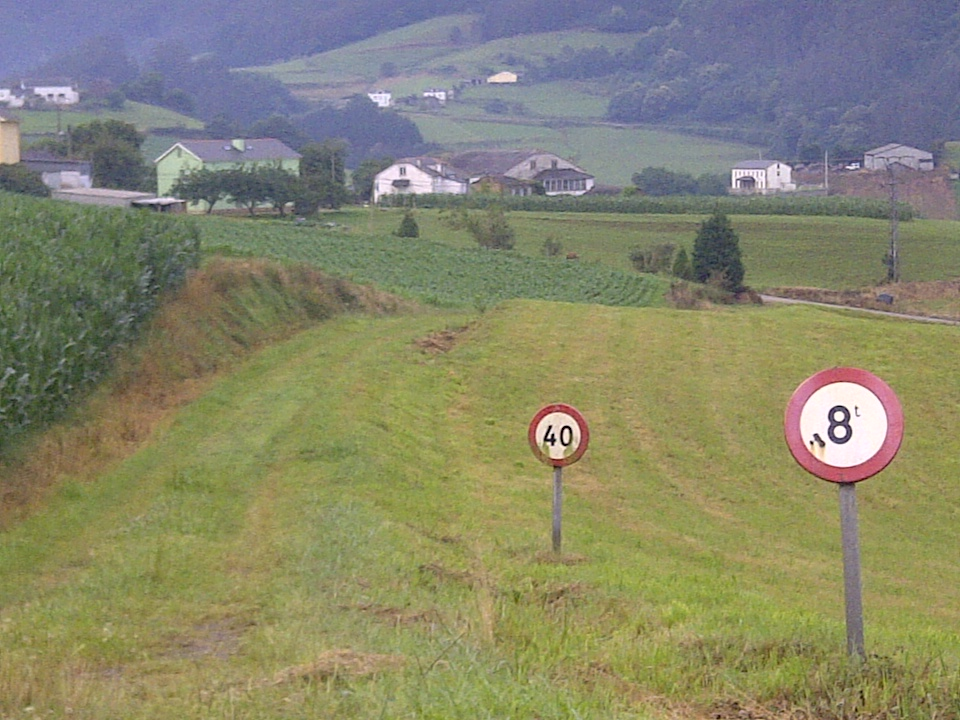
Camino señalizado

Aguirre, autor del Diccionario Geográfico y Estadístico de Asturias (La Habana 1897), describe sus linderos señalando «limita por el Norte con el campo de la Mula y el río de Perdigueiros, Miudes; por el Este con la cordillera que forman los picos de la Cruz de Abredo, el Cuadramón, Pena, Carrobos de Pena, la Pumarega, Montes de las Antiguas, Penas de mendo, Brial Carvajal y otros que le separan de Cartavio; por el sur con el alto pico de Savinto que lo separa de Boal y por el Oeste con los montes Bodie y Prendones».-
Dado el poblamiento disperso de la población, existe aparte del núcleo de Arancedo, varios lugares o agrupaciones de caseríos. Marcelino Fernández Fernández recoge para el año 1887, las siguientes entidades de población: Acernada, (10 edificios), Andina de Abajo, (15), Andina de Arriba (16), Arancedo (20), El Balcón (6), Las Barrosas (5), Braña mayor (6), Cabanella (6), Cabarcón (7), Carbayo (7), El Castro (6), Couz (4), Figueirola (9), Follaranca (7), Grobas (5), Gudín (7), El Pozón (5), Lebredo (20), Preguntoiro (3), Pumarinos (7), Río Cabo (4), La Venta (4), otros edificios diseminados (22). El total de la población para el 31 de diciembre de 1887 ascendía a 568 vecinos de hecho y 569 de derecho, registrándose 197 edificios 57 de ellos de un piso y 140 de dos pisos.
La ganadería lechera es la principal fuente de riqueza en la actualidad, en otros tiempos se producía maíz, patatas, centeno, habas y trigo; había 6 molinos para moler la producción de maíz y trigo, que el diccionario de Madoz cifraba en 2500 fanegas de maíz y 900 de trigo. Otra fuente de riqueza era la forestal, pues abundan los bosques en los que se dan pinos, robles, castaños, eucaliptos, vidureiros etc.

## Historia
Orígenes y romanización

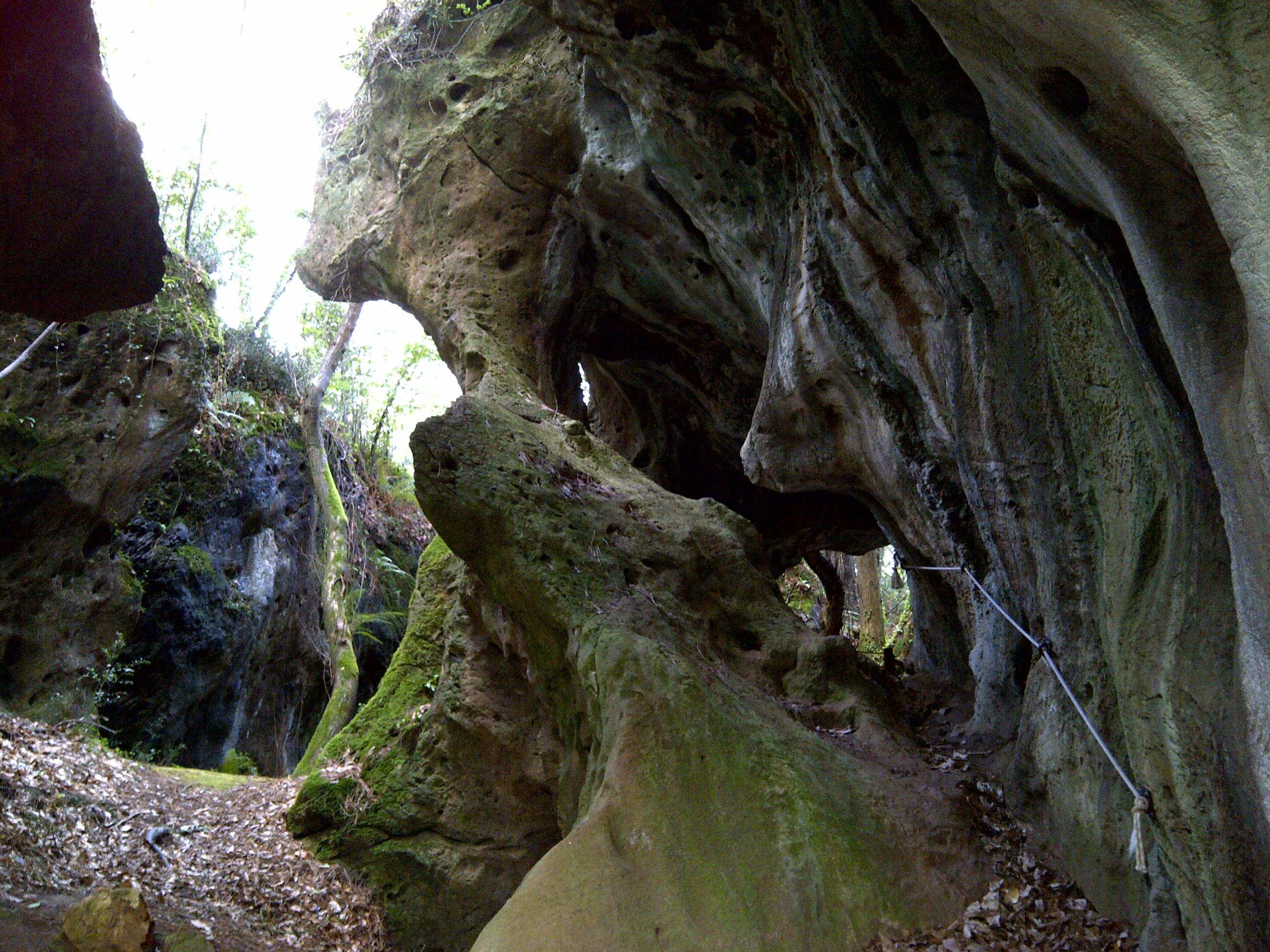
Cuevas de la Andina

La historia de Arancedo se remonta a la época castreña donde consta documentado el Castro de la Corona, poblado quizás por los cibarcos, etnia del que hayan quedado algún topónimo como el barrio de Caborcos. Dicho Castro de la Corona fue objeto de un sistemático estudio por Fernández Vuelta a mediados de los años cincuenta del pasado siglo, si bien las excavaciones nunca llegaron a terminarse en su totalidad. En el curso de dichas excavaciones se encontraron monedas del emperador César Augusto que son descritas por el propio José María Fernández Vuelta, en el nº 10 del Boletín de Estudios Asturianos (enlace roto disponible en Internet Archive; véase el historial, la primera versión y la última).. Madoz hace referencia en su diccionario estadístico-histórico a la explotación de minerales por tribus prerromanas en la Andía, Barganaz y el Pico del Veiral, y Schulz, Descripción geológica de la Provincia de Oviedo, habla de remotas explotaciones mineras en la Andía, A Braña y otros lugares. Lo cierto es que entre el Río Mazo y el río Meiro hay diversos vestigios de explotaciones auríferas de las que la más conocida es el ya indicado de La Andina. Hubo también minas en las que se extraía mineral de hierro, y aprovechando la zona caliza del entorno del «Valle Feliz» se elaboraba cal en unos hornos rudimentarios llamados "caleiros" de los que quedan todavía al menos dos ruinas, el de Nogueiro y el del Cóuz. De la profundidad de estas excavaciones, nos da cuenta Miguel Vigil, indicando que las mismas tenían como de legua y media de largo, (unos 7500 metros).
Alta Edad Media
Durante la Edad Media la población de Arancedo, se concentra en torno a la existencia de un puesto de Azores al que aluden reiteradamente las crónicas. La primera referencia documental a la actual aldea de Arancedo se remonta al año 976, en el testamento en que el Conde Froilán Velaz y la Condesa Gislavara hacen donación del monasterio de Santa María de Cartavio a la Iglesia de San Salvador de Oviedo. En dicho documento se comprende dentro de las pertenencias del monasterio, un núcleo humano, al que se da ya la consideración de villa, y en el que se contiene una referencia a la existencia de aztoreras o puestos de azores, que como es conocido para los naturales del lugar, son todavía al día de hoy las rapaces más abundantes del pueblo. Con posterioridad, en el año 1090 encontramos una nueva referencia a la aldea de Arancedo en la disputa e inventario por unos siervos entre Santa María de Cartavio, Suarón y Alvam, en él se hace asignación de los pobladores de Arancedo al monasterio de Cartavio, conteniéndose nuevamente una referencia expresa al puesto de Azores que se atribuye a la mandación cartaviense:et dixerunt pro illo monte Arancedo cum suis aztoribus quod est cartaviensis.
La asignación de la aldea al monasterio de Cartavio, no debió de ser completa. En un documento del cartulario de Villanueva de Oscos del año 1153, 28 de agosto, se refiere a un donación otorgada por Honega Ramírez, en el que dona al abad D. Guillermo y al monasterio de Santa María de Villanueva de Oscos la mitad de una heredad, llamada Villar de Piantés en Miudes pero cuyos linderos comprenden gran parte de la actual parroquia de Arancedo. El propio cartulario de Villanueva de Oscos se refiere a un documento fechado en 1302 que contiene un repartimiento entre los hijos y herederos de Munio Arias y de su cónyuge Urraca, Fernán Monniz y Alfonso Arias e Mayor Núnnez con el otorgamiento de su Marido Diego Pérez y María Arias con otorgamiento su marido Lope e... Monniz se reparten entre los mismos las heredades que tenían en los Oscos, la Andina y en el Valle de Miudes.
Pleitos sobre el lugar de Arancedo y vinculación a los obispos de Oviedo
En el año 1056 tuvo lugar un pleito entre la iglesia ovetense con la nobleza de la comarca sobre el Monasterio de Cartavio y el castillo del Aguilar, que resultará determinante para la historia de Arancedo. En dicho pleito el obispo don Froilán alegaba que tanto el monasterio como el castillo eran propios de la Iglesia de Salvador de Oviedo, y que como tales venían siendo poseídos por la sede ovetense pacíficamente desde tiempos del Conde don Froilán Velaz y después de su muerte, por los obispos de Oviedo, Don Bermudo y don Gudesteo, y que habiendo fallecido Adegani, prelado de la misma sede, se apoderó violentamente de las dichas posesiones doña Eldonza y que por tanto las tenía sin ningún derecho. Afirmaba lo contrario doña Eldonza, mandó el Rey don Bermudo que se hiciesen averiguaciones acerca de las personas a quienes tocaba el dominio del monasterio y castillo, averiguaciones que dieron razón al obispo en todo lo que aseguró del derecho que tenía su catedral. Entonces mandó el Rey al juez designado para el caso, Anaya Anáyaz, que decidiese este pleito. El juez determinó que las partes litigantes se presentasen con las escrituras y testigos. Examinados los testigos y reconocidos los instrumentos presentados por don Froilán, el Juez Anaya Anáyaz en sentenció el pleito en favor del Obispo y de su iglesia, a cuya sentencia se ajustó luego la condesa doña Eldonza y Munio Peláez confesando ingenuamente en presencia del Rey y de la Reina y de los otros caballeros de la corte, que sin derecho alguno y con toda violencia habían retenido el expresado Monasterio. Éste junto con el castillo de Aguilar fue puesto en poder de la catedral de Oviedo por medio de dos ministros uno llamado Marcito, que hacía las veces doña Eldonza y de Munio Peláez, y otro llamado Millán que fue nombrado por el Rey para este caso.
El pleito documentado en el Liber Testamentorum Ovetensis, entra en contradicción y en parte se ve confirmado con lo que sabemos de Arancedo por el Libro Registro de Corias. Este documento pone el origen de los dominios de Corias sobre el Monasterio de Miudes y el lugar de Arancedo en la donación otorgada en el año 1044 por el Conde Piniolo Jiménez y la condesa Eldoncia del monasterio de Santa María de Miudes edificado junto al río Armazá. El mismo documento señala como, entre 1015 y 1022, la mitad del monte Arancedo había sido donada por el Rey Alfonso V y la reina Elvira, al Monasterio de Miudes al que pertenecía gran parte de su término:

«illam Pennam que est inter Leirana & Leuredo, iuxta riuulo Aranzedo, quam vocitant Sancto Stefano, sicuti eam dedit ad ipsum locum sanctum rex adefonsus & uxor eius regina Gelouira cum medietate de illo monte de Arancedo».(La colina que está entre Leirana, (¿actual caserío de Leirá?) y Lebredo, junto al río Arancedo, la que es conocida como San Esteban, según la entregó al indicado lugar, el Santo Rey Alfonso, y su mujer la Reina Elvira, con la mitad del monte Arancedo)
Libro Registro de Corias, folio 54rA,  25-30, 54vB 1-2.

Lo cierto es que tras el pleito del año 1056, en el que doña Eldoncia se allana a las pretensiones del Obispo, no resulta claro la titularidad de aquellos lugares. Los documentos posteriores que se refieren a la mandación cartaviense, significan que lo que gozan los obispos es de un préstamo o prestimonio, que era un modo de concesión temporal de los beneficios a cambio de una merced, y ciertamente el documento que sirve al pleito del año 1056, aún puesto en duda por los estudiosos, se refiere a un comiso o encomienda del Monasterio de Miudes por parte del Rey Ramiro, no a una donación. Por otra parte sabemos que el Monasterio de Corias fue perceptor de parte de los diezmos de la Iglesia de Miudes y después de la de Arancedo hasta bien entrado el siglo XIX, lo que se corresponde con la existencia de un prestimonio sobre estos lugares. Sin embargo no resulta clara en modo alguno la cuestión.
El término de Arancedo durante la Baja Edad Media
Por lo demás, el Libro Registro de Corias, contiene una anotación en romance practicada en letra gótica que se viene datando de finales del siglo XIII, en la que se delimitan los linderos de la aldea de Arancedo y del monasterio de Santa María de Miudes:

Estos sont elos terminos de Arancedo, pela era de Tenule ye pela abdelera, ye pello, lago de sapera ye pel pedranfisno de Penora, ye pello Orrio de Candenosa, ye pel pico de Terluas, ye pel cerro de Quadramon, ye pela Perna de Branna, ye pel cerro de Veral, ye pel rego de las Covellas, ye pel lago de Grandellana, ye pela Ponte de leverte y pela Torueriza de Armezana, que foe de la Condessa, y entra a derecto al mar.
Libro Registro de Corias, folio 55rA

También el Libro del Becerro nos da cuenta de la existencia durante el tiempo de dominación de los obispos de un importante castillo, el cual se pone al mismo nivel que el de Fiel en Castropol que constituía la fortaleza de los encomenderos episcopales en Castropol y en su tierra de Ribadeo:

El Concejo e tierra de Ribadeo es toda del obispo espiritual e temporal, mero misto emperio con la villa de Castropol e con la casa fuerte dende e con los castiellos de Fiel e de Arancedo. E todos los vecinos e moradores en el dicho conçeio son vasallos del obispo

Durante el tiempo de sometimiento al Obispo ovetense Arancedo, estuvo adscrita al partido de El Franco, (en alguna ocasión se le designa dentro del partido de Valdemiudes), origen del actual Concejo si bien con una extensión sensiblemente mayor.
Geografía humana durante la Edad Media
Del examen de los cartularios medievales se pueden reconocer la existencia de cuatro núcleos de población fundamentales:
- El primer núcleo de población estaría formado por lo que hoy constituye el monte de Arancedo, a este se refiere el Libro de la Regla Colorada al señalar como el 6 de marzo de 1220, el cabildo de San Salvador de Oviedo y su prior concedieron a una familia compuesta por un matrimonio, Lope Pelaiz y María Martiniz, y sus tres hijos una heredad en la Villa de Arancedo[19] "pro foro de Sant Salvador", esto es, bajo la tutela señorial ovetense. Los beneficios de la explotación se estipula que se repartan por mitad entre los pobladores y sus descendientes "in perpetuum", de una parte, y el titular del dominio directo la Iglesia de San Salvador de Oviedo. Esta heredad de la que se dice que "que es monte bravo in illa villa de Arançedo" comprendería desde la citada "penna de Arancedo", la cual ya venía poblada por los moradores, y desde aquella peña según se va al Vao de Mercadeiros y por la "sella" de Carballal hasta las Barrosas y volviendo de ahí hasta la peña de Arancedo referida anteriormente. Se conoce también como a finales del siglo XIV el poblamiento generado en 1220 por el contrato entre el Cabildo oventese y la familia de López Peláez aparece plenamente consolidado en los ya lejanos descendientes de los primeros beneficiarios. Así el libro de las jurisdicciones al relacionar los fueros y derechos señoriales de la mitra ovetense en el Concejo e Tierra de Ribadeo, deja constancia de que los vecinos y moradores de la villa de Arancedo eran vasallos del Obispo, al que debían entre la mitad de lo que roturasen y labrasen en sus términos.[20]

- Junto a este núcleo poblacional se encuentra colindante al Sureste, otro núcleo humano al que hace referencia un documento del Monasterio de Villanueva de Oscos, y que pudiera estar constituido por personas emparentadas con las anteriores, originarias en este caso del Villar de Piantés. El cartulario de Oscos señala como en el año 1153, Onega Ramírez había otorgado al Monasterio de Oscos la mitad del villar de Piantés a orillas del río Porcia una heredad que se extendía hasta las cercanías del Monte Arancedo.[21] Posteriormente el 26 de noviembre de 1289 el Abad del Monasterio de Oscos confiere en foro perpetuo a Suer Pelaéz, fillo de Bartholomeu Peláez de Vilar de Piantes y a su mujer doña Dominga Fernández parte de aquella heredad, concretamente «aquela nossa herdade d'aquel nosso monte da Espĩeira como se departe de valĩa bõa que caehou aos herdeyros, et como se departe del herdamento das barrosas et como se departe del herdamento d'Aranzedo, et como vay pelo riu de San Marffún, et como vay pelo regueyro de valía bõa ia dita».[22]

- Colindante con este existe, el Cartulario de Villanueva de Oscos hace referencia en un documento fechado el 18 de abril de 1295, a la carta foral otorgada por el Abad del Monasterio en favor de Matheu Fernández de Vilar de Piantes y de su Mujer María González respecto de una heredad en la Valĩa Bõa, señalando los linderos siguientes: «...como se comenza ena carreyra que vay pra Aranzedo et deze pelo vale al ríu de Marffún, como se departe dos herdeyros de Vilar de Piantés, et como iaz pedra fussada et marcada, et como sal pelo ríu de San Marffún al sobrepé, et commo sal al sobrepé pra a carreyra d'Aranzedo pelo departimento de Sayone de Prendonés».[23]

- Por último, el propio cartulario de Villanueva de Oscos hace referencia a un cuarto poblamiento en el lugar de la Andina. Así un documento fechado en 1302 contiene un repartimiento entre los hijos y herederos de Munio Arias y de su cónyuge Urraca, Fernán Monniz y Alfonso Arias e Mayor Núnnez con el otorgamiento de su Marido Diego Pérez y María Arias con otorgamiento su marido Lope e... Monniz se reparten entre los mismos las heredades que tenían en los Oscos, la Andina y en el Valle de Miudes.[24]

La redención de la jurisdicción episcopal
En 1583, Arancedo juntamente con el resto del concejo logra desvincularse de los obispos ovetenses, integrándose entonces en la Parroquia de Miudes, formando parte de uno de los tres cobres o electores que las ordenanzas le reconocían a Miudes en la designación de los cargos concejiles. En el padrón de hidalgos de Castropol de 1580, inmediatamente anterior al tiempo de la redención, figuran como "hijos dalgos notorios" por el partido de Valdemiudes los siguientes vecinos en lo que sería hoy la actual parroquia de Arancedo:

Juan Martínez de Arancedo, Domingo de Arancedo, Juan Martínez ‘el nuevo’ de Arancedo, D(oming)º da Espineira (h), Pedro Diaz de Gudín (h)ombre presbítero, Francisco da Espineira, Domingo de Gudín, Juan Pérez de Arancedo, Gregorio de Gudín, Di(eg)º A(lvar)o de Arancedo, Juan García de San Julián, Domingo Pérez de Leira, Francisco dos Caborcos, Francisco Méndez dos Pumarios, María Méndez da Beiga viuda, Pedro y Domingo sus nietos y Pº da Leira, Francisco Pérez de Cabanela, María Fdez. de Cabanela viuda, Menda Fdez. (h)ija de Francisco de Cabanela... Dº García del Lebredo, Dº García del Lebredo el nuevo, Juan de Lainez, Dº su hermano absente, Dº Pérez de Andina, Dº Pérez de Andina de Arriba, Juan Díaz de Lebredo, Marcos de Andina, Guiomar Rrs., Al(var)º García de Andina absente hijo de la sobre dicha, Evira hija de Álvaro García Sastre, Sancha y Elvira hija de Domingo de San Juan de Moldes, dixeron que es Méndez da Leiraa, (h)ijas del dicho A(alvar)º García, Mé(n)a Suárez, María Méndez de Andina de bajo, Dº su ijo ijo, Andrés su ijo de Andina de Bajo, Domingo Pérez el rrubio, P(edr)º G(onza)lez de Rrujcabo, Domingo Pérez del Real... Pedro García hijo de Pedro García de Lebredo
 Padrón de hidalgos de Castropol de 1580, p. 89 y 90

Creación de la Parroquia de Arancedo

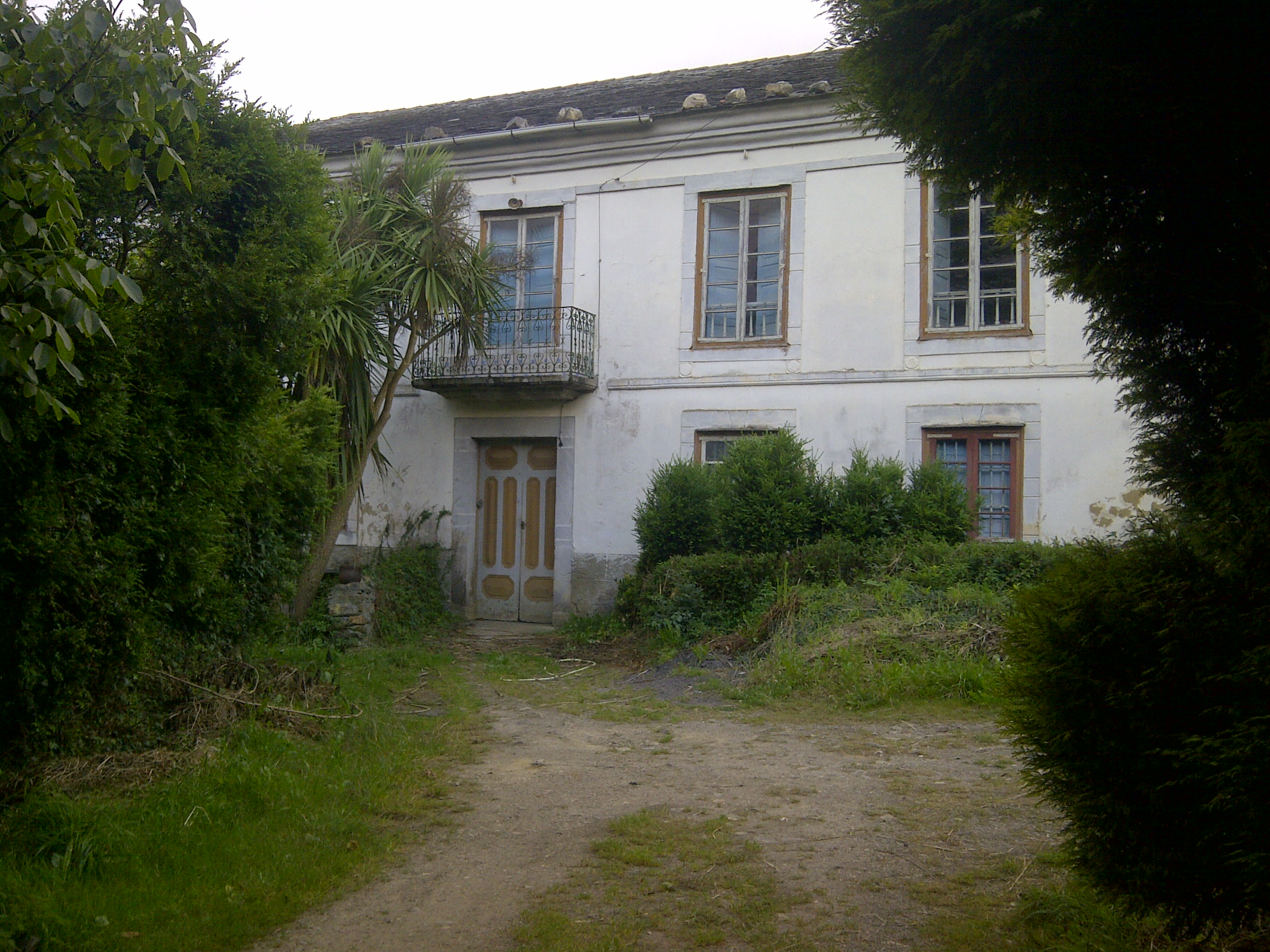
El palacio

 Pese a la sólida tradición que ostentaba la aldea no logró alcanzar la condición de parroquia quedando en este tiempo comprendida dentro de la de Miudes. Sin embargo, a finales del siglo XVIII, concretamente en el año 1796, la parroquia de Sta. María de Miudes se escindió en tres por orden del Obispo D. Juan de Llano Ponte, en virtud de Real Cédula de dicho año, formándose las actuales parroquias de Miudes, Arancedo y La Braña.
Según Madoz, «hubo dos escuelas particulares a las que asistían unos setenta niños y niñas y si bien unos y otras abandonan la escuela cuando la edad les permite ayudar a sus padres en las labores del campo, son pocos los que no saben leer, escribir y tienen algunos conocimiento de aritmética, porque si no los adquieren en la niñez los consiguen ya de adultos aprovechando las largas noches de invierno».
El primer párroco tomó posesión de la parroquia de San Cipriano el 1 de octubre de 1796. La primitiva capilla, habilitada entonces provisionalmente para la celebración de los oficios divinos, es descrita por Madoz señalando: «mas parece la choza de un miserable vecino, que lugar destinado a dar culto a la Divinidad; es una capilla de teja vana, amenazando ruina, con dos altares de piedra sin mérito artístico, y sirven de torre dos maderos clavados en la tierra y arrimados a la capilla». Para la construcción de una buena iglesia, fue designada por mucho tiempo la tercera parte de los diezmos, la cual ascendía, según quinquenio a 16.000 reales y por consiguiente se han reunido considerables fondos e invertido en construir una casa rectoral bastante cómoda. -El cura percibía el cuarto del diezmo y cedía la sexta parte para gastos de fábrica; eran también partícipes de la renta decimal el extinguido Monasterio de Corias; el párroco percibía además por primicia una medida de trigo por cada matrimonio o viudo, y la mitad por cada viuda; los derechos de estola ascendían a unos 500 reales.
Arancedo durante el siglo XIX
La parroquia aun cuando englobada en la Miudes, tuvo su relevancia en la vida del concejo como resulta del número de Alcaldes que como veremos a continuación son originarios de Arancedo.
Hay constancia además que en 1836 y 1839 las sesiones del Ayuntamiento de El Franco se celebraron en Arancedo.
Conforme al censo de 14 de febrero de 1868 concurrían como votantes del concejo: Domingo Ron y Cancio (Las Barrosas), Fernando López y Martínez de la Torre (Arancedo), Francisco Carvajal Gayol (Boimouro), José Infanzón Campo-Osorio (Boimouro), Gabriel Gudín González (La Espieira), José María Gudín y Requejo (El Candal), Salvador Gudín y Gudín (El Castro), Antonio Valledor Alonso (El Llombo), Domingo Rodríguez González (Preguntoiro), Eduardo Carbajal y Trelles (Lleira), Pedro Fernández Gudín como Maestro, José Campa párroco de Arancedo, José García Lebredo Coadjutor.
Arancedo desde el siglo XX hasta la actualidad
El hecho más notable en ese tiempo es la masiva emigración a América. Durante el siglo XX se produce una profunda crisis en el campo asturiano que determinó la emigración masiva de los campesinos a Hispanoamérica principalmente a Cuba, México y Argentina.
Por lo demás durante ese tiempo el pueblo de Arancedo ve cómo se van instaurando los distintos servicios que contribuirán a incorporar a la parroquia a la modernidad. El 8 de junio de 1908 se instauró el servicio diario de correo entre La Caridad, dándose posesión al empleado de correos que realizaría diariamente dicho servicio.
En estos años, alcanzó gran notoriedad en la vida del concejo, José María Gudín Fernández originario del lugar de la Espieira. Este vecino de Arancedo pudo promocionarse por su destacada intervención en la guerra de Cuba, donde se promocionaría militarmente y alcanzaría prestigio y fortuna. Luego de su vuelta a España, es nombrado en 1908 concejal por la oposición independiente, siendo nombrado alcalde en el año 1914. En sus años de mandato mantuvo una frenética actividad empeñado en la mejora de las condiciones de vida de sus administrados, acometiendo numerosas obras que contribuyeron a mejorar enormemente el desarrollo del concejo.
A principios de siglo se reforman las escuelas del pueblo y en 1917 se reforma la filial de la escuela de Arancedo existente en Lebredo mediante la aportación de los vecinos del pueblo residentes en América. La escuela en ese tiempo estaba sobresaturada excediendo en cien los menores que asistían a clases. El 27 de diciembre de 1911 tomó posesión la maestra Petra Simón, que dejaría un imborrable recuerdo en este pueblo.
Los años de 1918 y 1919, Arancedo sufre una asoladora sequía que determinó la pérdida casi total de la cosecha no sólo de trigo sino también de patatas y de maíz. Como consecuencia de ello, en enero de 1920 se crea el sindicato agrícola de Arancedo que contribuiría a la modernización de la actividad económica del concejo. Dichos sindicato formado por más de una centena de socios fue presidido inicialmente por José María Rodríguez, vicepresidente José María López, secretario Enrique López y Tesorero Amador Gudín.
El 10 de abril de 1920 es reelegido alcalde de El Franco, don José María Gudín Fernández quien contribuirá notablemente en ese tiempo al desarrollo del pueblo mediante la terminación de la carretera de Viavélez a Rozadas-.
Durante la guerra civil aunque el pueblo no se ve directamente afectado por la guerra, padeció reclutamientos forzosos y la movilización de gran parte de la juventud del pueblo. Terminada la guerra se produce un proceso de transformación del campo que se orienta a una explotación intensiva de la ganadería lechera, aunque también ha resultado importante la explotación maderera y el cultivo de forrajes y patatas.

## Deportes
Entre los años 1948 y 1952, existió en Arancedo "El Deportivo de Arancedo" que jugaba en un campo que tenían, y siguen teniendo, los vecinos junto al río del Mazo. No tenía Junta Directiva, pero hacía de presidente D. Manuel del Chabolo y de secretario el maestro D. Serafín Rodríguez. En él participaron los siguientes jugadores: los hermanos Vicente y Jesús Fuertes García; Gervasio García, del Gallo de Cartavio; Manuel de Torre; Ricardo D'a Veiga; Rey de Navia; Gabriel de Loza (portero); el valenciano Emilio, Laureano del Cuarto, Roberto del Galocho, Raúl el madrileño, José Luis Bazo y algunos otros. El árbitro era, casi siempre, José Luis de Casía, que también fue jugador. Vestían camiseta roja y blanca, pantalón y medias azules con vuelta blanca. Esta afición deportiva en Arancedo fue promovida, ya en el año 1934, por el párroco Dn. José Arenas, quien formó dos equipos con los jóvenes de la parroquia; dos equipos a los que distinguía por unas cintas, azul para uno de ellos y roja para el otro, colocadas en las mangas de las camisas de ambos equipos. El mismo cura hacía de árbitro, con la sotana arremangada hasta la cintura.

## Fiestas
- Santa Rita, el día 22 de mayo.

- San Cipriano o Cibrán el 16 de septiembre.

## Personajes ilustres de Arancedo
- José Rosendo Castrillón y Villamil. Natural del lugar de Caborcos en la parroquia de Arancedo en el Concejo de El Franco, 1775.[28] Hizo estudios en el Colegio-seminario de San Juan de Prendonés. Fue licenciado en Leyes y Cánones en la Universidad de Oviedo, y recibido como abogado en 1801 ante la Audiencia de aquella ciudad. Ejerció su profesión de abogado en la Provincias de Oviedo, Lugo y Mondoñedo. Al tiempo de producirse el pronunciamiento de la Junta de Asturias, D. José Rosendo organizó a las gentes de Castropol y de toda la región del Eo, y con las fuerzas a su mando constituyó una de las alarmas establecidas en la retaguardia para la defensa frente al invasor francés. En 1809 se apoderó de los almacenes que tenía el enemigo en los puntos de Santé y Balboa. Habiendo entrado las fuerzas francesas en territorio asturiano organizó diversas celadas que retrasaron su marcha. A principios de 1810 pasó en calidad de sargento mayor con todos los escopeteros del partido a la ciudad de Oviedo, donde por el buen orden y disposición de esta fuerza mereció los mayores elogios de los generales Arce, Ponte y Peó. A las órdenes del general Ponte, él y los suyos fueron los únicos que formaron en Batalla a la altura del Escampero. Desbordada la situación en Asturias, las tropas a su mando se incorporaron al Regimiento de Castropol pasando a Andalucía. Don José fue entonces comisionado por la Junta General del Principado para solicitar auxilios ante la Regencia del Reino que se encontraba en Cádiz. Fue nombrado vocal de la junta depositaria de la soberanía en 1808 y 1809, siendo también elegido de la que se formó en 1810 de la que fue designado secretario y en la que fue comisionado para solicitar recursos en Inglaterra. Encargado por la Junta Suprema para la formación de un plan de elección, presentó una propuesta para facilitar las elecciones de diputados a Cortés que fue aprobada por la misma Junta. Fue también nombrado elector por la parroquia y luego por el concejo de Castropol. La junta electoral del Principado le nombró para el cargo de revisor de poderes, y después para uno de los jueces que sentenciaron dudas que ocurrieron en orden a la interpretación de aquellos. Diputado en la célebres Cortes de Cádiz por el partido de Castropol, fue el primero de los Alcaldes Constitucionales de aquella población tras la promulgación de la Constitución de 1.812, cargo del que se excusó en diversas ocasiones. Fue padre de Antonio Cuervo, autor del célebre poema de la Searila.

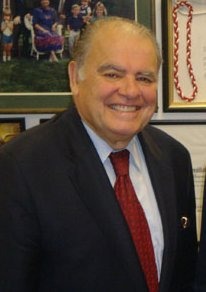
Enrique Valentín Iglesias

- Enrique V. Iglesias García, economista egresado de la Universidad de la República en Montevideo, Uruguay. Fue secretario técnico de la Comisión de Inversiones y Desarrollo Económico (1960-1967), presidente del Banco Central del Uruguay (1967-1968), secretario ejecutivo de la CEPAL (1972-1985), Ministro de Relaciones Exteriores de Uruguay (1985-1988), Presidente del Banco Interamericano de Desarrollo, BID, (1988-2005) y Secretario General de la Secretaría General Iberoamericana (2005-2014).

## Alcaldes del concejo naturales de la parroquia
- José María Gudín y Requeijo (1852-1854)

- Salvador Gudín y Gudín (1859-1863)

- José María Gudín y Requeijo (1866-1867)

- Salvador Gudín y Gudín (1867-1868)

- José María Gudín Fernández, (1914-1922)

## Iglesia y capillas
Aparte de la Iglesia parroquial existen también tres capillas, la de la casa de Espiéira, la de la casa de La Torre y la de la casa de Lleirá

## Lugares de interés
- Cuevas de la Andina, (Andía). Declarado monumento de interés natural por Decreto 44/2002 de 4 de abril. Tienen un gran interés tanto paisajístico como geomorfológico. Las cuevas se sitúan en un valle formado por una depresión kárstica. En este valle, se observa un promontorio de material calcáreo, con un estrecho pasillo rocoso, y pináculos inaccesibles. El valor geomorfológico que tiene se debe a que el material de la roca no es fácil de encontrar en la zona, ya que se trata de mármoles del Cámbrico inferior, de la Formación Vegadeo. Marcelino Fernández se refiere ya en 1.898, a su existencia en los siguientes términos: «A la parroquia de Miudes perteneció como queda indicado la de Arancedo, donde se halla las antiquísimas labores mineras de la Andina o Andía como dicen los naturales, centro de industria greco-celtíbera y después romana. A ella corresponden los famosos pozos de Beiral con sus encantos y fabulosa riqueza, y a ella en fin, pertenecen en el día muchos criaderos de hierro y manganeso que tiene registrados el Excmo. Sr. Marqués de Hoyos y cuya explotación creo que ha de comenzar muy pronto»[29]

- Castro de la Corona. Al que nos hemos referido antes y que al día de hoy se encuentra totalmente cubierto de broza y no resulta visible.